# Lua (limbaj de programare)
Lua (pronunție în engleză [luːə], din portugheză lua pronunție în portugheză [ˈlu.(w)ɐ] înseamnă lună) este un limbaj de programare multiparadigmă creat ca limbaj de scripting cu semantică extensibilă. Întrucât e scris în ANSI C, Lua este un limbaj multiplatformă. Lua are un API C relativ simplu.

## Exemple de cod
Clasicul program „hello world” poate fi scris în modul următor:
```
print
(
'Hello World!'
)

```

El mai poate fi scris astfel:
```
io.write
(
'Hello World!
\n
'
)

```

sau, după exemplul oferit pe site-ul web Lua Arhivat în 4 martie 2016, la Wayback Machine.
```
io.write
(
"Hello world, from "
,
 
_VERSION
,
 
"!
\n
"
)

```

Comentarea utilizează următoarea sintaxă, similară cu cea a limbajelor Ada, Eiffel, Haskell, SQL și VHDL:
```
-- Un comentariu în Lua începe cu două cratime și ține până la sfârșitul rândului.

--[[ Comentariile sau șirurile de caractere întinse pe mai multe rânduri

     sunt încadrate de paranteze pătrate duble. ]]

--[=[ Comentarii ca acesta pot avea alte --[[comentarii]] încorporate. ]=]

```

Factorialul este implementat ca funcție în exemplul de mai jos:
```
function
 
factorial
(
n
)

  
local
 
x
 
=
 
1

  
for
 
i
 
=
 
2
,
n
 
do

    
x
 
=
 
x
 
*
 
i

  
end

  
return
 
x

end

```

### Bucle
Lua are patru tipuri de bucle: while, repeat (similară cu do while), for numeric și for generic.
```
--condiție = true

while
 
condiție
 
do

  
--enunțuri

end

repeat

  
--enunțuri

until
 
condiție

for
 
i
 
=
 
first
,
last
,
delta
 
do
 
--delta poate fi negativ, permițând buclei să numere crescător sau descrescător

  
print
(
i
)

end

```

Bucla for generic:
```
for
 
key
,
 
value
 
in
 
pairs
(
_G
)
 
do

  
print
(
key
,
 
value
)

end

```

va itera prin tabelul _G utilizând funcția iterator standard pairs, până va returna nil.